# Oriana (navire, 1960)
Pour les articles homonymes, voir Oriana.
L’Oriana est un paquebot construit en 1959 par les chantiers navals Vickers-Armstrongs de Barrow-in-Furness pour la compagnie P & O Orient Lines. Il est lancé le 3 novembre 1960 et mis en service le 3 décembre 1960. Désarmé en 1986, il sert de navire hôtel en baie de Beibu puis à Shanghai et enfin à Dalian, où il coule partiellement le 16 juin 2004 à la suite d'une tempête. Renfloué quelques semaines plus tard, il est considéré comme trop endommagé et vendu à la casse. Il est détruit en 2005 à Zhangjiagang.

## Histoire
L’Oriana est un paquebot construit en 1959 par les chantiers navals Vickers-Armstrongs de Barrow-in-Furness pour la compagnie P & O Orient Lines. Il est lancé le 3 novembre 1960 et mis en service le 3 décembre 1960.
En 1965, il devient la propriété de la Peninsular and Oriental Steam Navigation Company et, à partir de 1973, n’est utilisé exclusivement que pour les croisières.

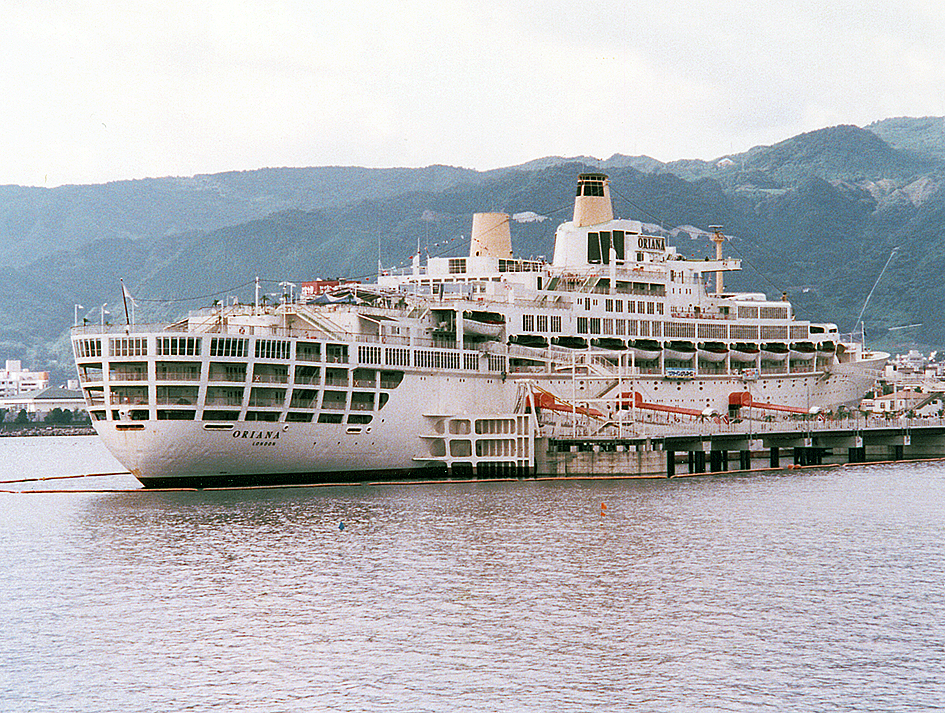
L’Oriana utilisé comme navire musée en baie de Beibu.

En 1986, il est vendu à la société Daiwa House Group qui l’utilise comme navire musée en baie de Beibu.
En juillet 1995, il est envoyé à Qinhuangdao où il est transformé en navire hôtel.
En 1998, il est vendu à la société Shanghai Oriana Entertainment Corporation qui le fait remorqué jusqu’à Shanghai, où il sert d’hôtel de février 1999 à septembre 2000, lorsqu’il est vendu à la société Hangzhou Jiebaie Corporation et envoyé à Dalian.
Le 16 juin 2004, une tempête traverse la ville. L’Oriana heurte son quai, ce qui ouvre une brèche dans sa coque et le fait gîter sur bâbord. Il est renfloué quelques semaines plus tard, mais les coûts de réparations sont considérés trop élevés et le navire est vendu à la casse. Il est détruit en 2005 à Zhangjiagang.
Depuis 1995, la compagnie P & O Cruises exploite un navire de croisière baptisé Oriana.